# Березцівська сільська рада
Березцівська сільська рада (деколи — Березецька) — колишня адміністративно-територіальна одиниця та орган місцевого самоврядування у Радомишльському районі Малинської і Волинської округ, Київської та Житомирської областей УРСР з адміністративним центром у с. Березці.

## Населені пункти
Сільській раді на момент ліквідації були підпорядковані населені пункти:
- с. Березці

## Історія та адміністративний устрій
Утворена 1923 року в селі Березці Кичкирівської волості Радомисльського повіту Київської губернії. 16 січня 1923 року до складу ради було включено хутір Гарбарів та колонії Вербівка і Карлівка ліквідованої Гарбарівської сільської ради Кичкирівської волості. Станом на 15 червня 1926 року на обліку в раді перебували урочища Круцький Колодязь, Перегони, Цегельня та Шумова. Не пізніше 1927 року урочища Перегони та Цегельня об'єднались в один населений пункт — хутір Перегони-Цегельня. Станом на 13 лютого 1928 року ур. Круцький Колодязь зняте з обліку населених пунктів. Станом на 1 жовтня 1941 року колонії Вербівка, Карлівка та ур. Шумова зняті з обліку населених пунктів.
Відповідно до інформації довідника «Українська РСР. Адміністративно-територіальний поділ», станом на 1 вересня 1946 року на обліку в раді перебувало с. Березці, х. Незаможник (Гарбарів) числився в складі Радомишльської міської ради.
11 серпня 1954 року, відповідно до указу Президії Верховної ради УРСР «Про укрупнення сільських рад по Житомирській області», сільську раду було ліквідовано, територію ради включено до складу Лутівської сільської ради Радомишльського району Житомирської області.